# Neobisium delphinaticum
Neobisium delphinaticum är en spindeldjursart som beskrevs av Beier 1954. Neobisium delphinaticum ingår i släktet Neobisium och familjen helplåtklokrypare. Inga underarter finns listade i Catalogue of Life.